# Benthoctopus thielei
Benthoctopus thielei är en bläckfiskart som beskrevs av Robson 1932. Benthoctopus thielei ingår i släktet Benthoctopus och familjen Octopodidae. Inga underarter finns listade i Catalogue of Life.